# پارسبورو
پارسبورو (به انگلیسی: Parrsboro) یک شهرک در کانادا است که در کامبرلند کانتی، نوا اسکوشیا واقع شده‌است.

## خصوصیات
پارسبورو ۱۴٫۸۸ کیلومترمربع مساحت و ۱٬۳۰۵ نفر جمعیت دارد.